# Qué absurda es la gente absurda
Que absurda es la gente absurda (Absurd Person Singular, en su título original) es una obra de teatro de Alan Ayckbourn, estrenada en el Library Theatre, de la ciudad inglesa de Scarboroughen el 26 de junio de 1972. También se ha traducido al castellano como Absurda persona singular.

## Argumento
En la obra se nos muestran las realidades de tres matrimonios durante las Navidades. La primera de ellas es la formada por un comerciante ambicioso llamado Sidney Hopcroft y su sumisa esposa Jane. La segunda es la formada por Geoffrey Jackson, un arquitecto mujeriego y adúltero, y su esposa Eva, una mujer depresiva. Finalmente, la compuesta por Ronald Brewster-Wright, un banquero, y su esposa Marion, quien tiene demasiada afición hacia la bebida.

## Producciones en inglés
- Library Theatre, Scarborough, 1972.
  - Director: Alan Ayckbourn.
  - Intérpretes: Philippa Urquhart, Piers Rogers, Christopher Godwin, Matyelok Gibbs, Jennifer Piercey, Ray Jewers.

- Criterion Theatre, Londres, 1972.
  - Director: Eric Thompson.
  - Intérpretes: Bridget Turner, Richard Briers, Michael Aldridge, Sheila Hancock, Anna Calder-Marshall, David Burke.

- Music Box Theatre, Broadway, Nueva York, 1974.
  - Director: Eric Thompson.
  - Intérpretes: Larry Blyden, Sandy Dennis, Richard Kiley, Geraldine Page, Tony Roberts, Carole Shelley

## Producciones en España
- Teatro Infanta Beatriz, Madrid, 26 de diciembre de 1974.Con el título de Qué absurda es la gente absurda.
  - Dirección: Jaime Azpilicueta.
  - Escenografía: Emilio Burgos.
  - Intérpretes: María José Alfonso, Fernando Guillén, Marisa de Leza, Paco Valladares, José Vivó, Mari Carmen Yepes.

- Teatreneu, Barcelona, 1992. En catalán, con el título de Bones festes.
  - Dirección: Tamzin Townsend.

- Teatro Borrás, Barcelona, 2015. En catalán, con el título de Absurds i singulars.
  - Dirección: Joan Peris.
  - Intérpretes: Eduardo Farelo, Lluïsa Mallol, Toni Sevilla, María Lanau, Marta Millá, Pere Ponce.